# Šahy
Šahy (în maghiară Ipolyság) este un oraș din Slovacia cu 8.252 locuitori.

## Demografie
| An:                | 1994 | 2004   | 2014   | 2024   |
| ------------------ | ---- | ------ | ------ | ------ |
| Număr de persoane: | 8526 | 7971   | 7516   | 6919   |
| Diferență:         |      | −6,50% | −5,70% | −7,94% |

| An:                | 2023 | 2024   |
| ------------------ | ---- | ------ |
| Număr de persoane: | 6992 | 6919   |
| Diferență:         |      | −1,04% |